# Брет (Дром)
Брет (фр. Brette) насеље је и општина у источној Француској у региону Рона-Алпи, у департману Дром која припада префектури Ди.
По подацима из 2011. године у општини је живело 34 становника, а густина насељености је износила 2,19 становника/km². Општина се простире на површини од 15,5 km². Налази се на средњој надморској висини од 594 метара (максималној 1.605 m, а минималној 514 m).

## Демографија
| 1962. | 1968. | 1975. | 1982. | 1990. | 1999. | 2011. |
| ----- | ----- | ----- | ----- | ----- | ----- | ----- |
| 35    | 45    | 31    | 32    | 27    | 32    | 34    |

График промене броја становника у току последњих година